# Opisthotropis
Opisthotropis är ett släkte av ormar. Opisthotropis ingår i familjen snokar.
Arterna är med en längd upp till 150 cm små till medelstora ormar. De förekommer från södra Kina över andra delar av Sydostasien till Filippinerna. Dessa ormar har bra simförmåga och de jagar groddjur, kräftdjur och fiskar. Troligen lägger honor ägg.
Arter enligt Catalogue of Life:
- Opisthotropis alcalai
- Opisthotropis andersonii
- Opisthotropis balteatus
- Opisthotropis boonsongi, flyttad till släktet Isanophis
- Opisthotropis daovantieni
- Opisthotropis guangxiensis
- Opisthotropis jacobi
- Opisthotropis kikuzatoi
- Opisthotropis kuatunensis
- Opisthotropis lateralis
- Opisthotropis latouchii
- Opisthotropis maculosus
- Opisthotropis maxwelli
- Opisthotropis premaxillaris, flyttad till släktet Paratapinophis
- Opisthotropis rugosus
- Opisthotropis spenceri
- Opisthotropis typicus

The Reptile Database lister ytterligare 9 arter:
- Opisthotropis atra
- Opisthotropis cheni
- Opisthotropis cucae
- Opisthotropis durandi
- Opisthotropis laui
- Opisthotropis shenzhenensis
- Opisthotropis tamdaoensis
- Opisthotropis voquyi
- Opisthotropis zhaoermii